# Racovitzia harrissoni
Racovitzia harrissoni är en fiskart som först beskrevs av Waite, 1916.  Racovitzia harrissoni ingår i släktet Racovitzia och familjen Bathydraconidae. Inga underarter finns listade i Catalogue of Life.